# Martin Keown
Martin Raymond Keown (Oxford, 1966. július 24. –) angol válogatott labdarúgó, többek között az Arsenal, az Aston Villa és az Everton volt játékosa.

## Sikerei, díjai
Arsenal
- Premier League győztes: 1997–1998, 2001–2002, 2003–2004
- FA-kupa győztes: 1997–1998, 2001–2002, 2002–2003
- Community Shield győztes: 1998, 1999, 2002
- KEK győztes: 1993–1994

## Fordítás
Ez a szócikk részben vagy egészben  a   Martin Keown című angol Wikipédia-szócikk fordításán alapul.  Az eredeti cikk szerkesztőit annak laptörténete sorolja fel. Ez a jelzés csupán a megfogalmazás eredetét és a szerzői jogokat jelzi, nem szolgál a cikkben szereplő információk forrásmegjelöléseként.